# Peter Holmberg

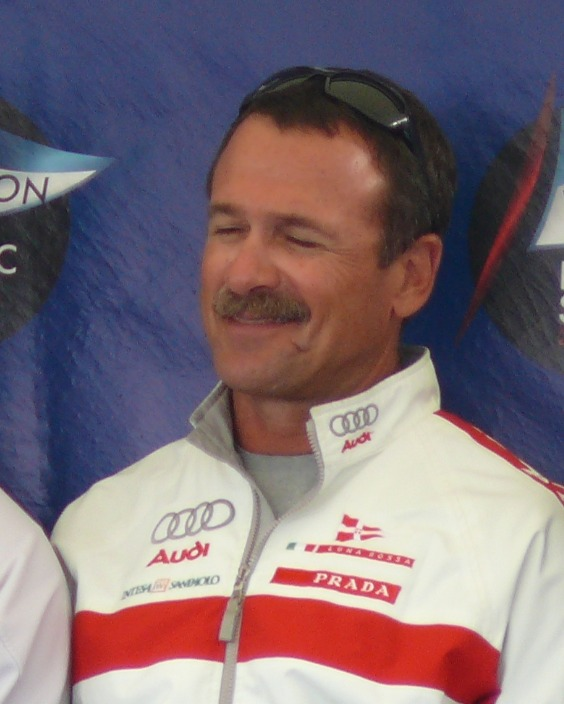
Peter Holmberg

Peter Holmberg (4 oktober 1960) is een zeiler uit de Amerikaanse Maagdeneilanden. Hij is geboren op het eiland Saint Thomas. Op de Olympische Zomerspelen 1988 in Seoel won hij een zilveren medaille in de finnklasse. Dit is de enige medaille die ooit door de Amerikaanse Maagdeneilanden op de Spelen is behaald.